# Piéride irlandaise
Leptidea juvernica
Espèce
Synonymes
- Leptidea reali juvernica (Williams, 1946)[1]

La Piéride irlandaise (Leptidea juvernica) est une espèce paléarctique de lépidoptères (papillons) de la famille des Pieridae et de la sous-famille des Dismorphiinae. Découverte en 2011, elle ressemble beaucoup à la Piéride de la moutarde (Leptidea sinapis) et à la Piéride de Réal (Leptidea reali), avec lesquelles elle forme un complexe d'espèces cryptiques.

## Systématique
L'espèce Leptidea juvernica a été décrite en 1946 par le lépidoptériste britannique Harold B. Williams (d).

## Noms vulgaires
- En français : Piéride irlandaise, Piéride d'Irlande[2].
- En anglais : Cryptic Wood White[3].

## Morphologie et espèces ressemblantes
L'imago de la Piéride irlandaise est un petit papillon blanc aux ailes étroites et à l'apex arrondi. Il présente une macule apicale grise sur le dessus de l'aile antérieure, moins marquée chez la femelle que chez le mâle.
Cette espèce ne peut pas être distinguée de la Piéride de la moutarde (Leptidea sinapis) et de la Piéride de Réal (Leptidea reali) par l'ornementation alaire. L'examen des pièces génitales permet la distinction par rapport à L. sinapis, mais pas par rapport à L. reali, vis-à-vis de laquelle une analyse moléculaire ou caryologique est nécessaire.

## Découverte et phylogénie
Leptidea juvernica forme avec Leptidea sinapis et Leptidea reali un complexe d'espèces cryptiques. Son existence est passée inaperçu jusqu'en 2011, lorsqu'une étude a démontré que l'espèce qu'on appelait jusque-là Leptidea reali, elle-même découverte sur le tard en raison de sa ressemblance avec L. sinapis, cachait à son tour une troisième espèce : Leptidea juvernica. Elle en est indiscernable tant par l'ornementation alaire que par les pièces génitales : seule une analyse moléculaire ou caryologique permet leur distinction. 
La phylogénétique moléculaire montre que L. juvernica est l'espèce ancestrale du triplet sinapis-reali-juvernica. Elle s'avère être répandue dans une large partie de l'Europe, où elle cohabite avec L. sinapis, tandis que L. reali au sens strict ne semble être présente que dans le Sud-Ouest de l'Europe (mais pourrait être en contact avec L. juvernica dans les Alpes françaises).

## Distribution géographique
La présence de Leptidea juvernica est attestée dans plusieurs pays d'Europe : France, Belgique, Irlande, Irlande du Nord, Suède, Finlande, Italie, Allemagne, Tchéquie, Slovaquie, Slovénie, Bosnie-Herzégovine, Grèce, Bulgarie, Roumanie, Russie, ainsi qu'au Kazakhstan,,,.
En France métropolitaine, elle est présente dans une vingtaine de départements de la moitié Est.
Dans les îles Britanniques, elle n'est présente que sur l'île d'Irlande, où elle est répandue. Son aire de répartition ne semble pas y recouper celle de Leptidea sinapis, qui est confinée à une petite région de l'Ouest de l'île.